# Božena Sernec Logar
Bož(en)a Sernec Logar, slovenska pediatrinja, *25. junij 1914, Ljubljana, † 11. december 1997.
Velja za ustanoviteljico in utemeljiteljico neonatologije na Slovenskem.

## Življenje
Božena Sernec Logar, rojena Boža Sernec, se je 25. junija 1914 rodila v znameniti rdeči hiši, ki jo je arhitekt Ivan Vurnik zasnoval na Miklošičevi cesti v Ljubljani. Mama Gabrijela, rojena Hanuš (2. 1. 1887 - 23. 1. 1971), je bila glasbenica in pianistka češkega rodu, ki je s svojim svetovljanstvom, ljubeznijo do tujih jezikov in umetnosti, zaznamovala družino. Oče Dušan Sernec je izhajal iz ugledne štajerske rodbine. Njegov oče, Janko Sernec, je bil odvetnik in ustanovitelj čitalnice v Mariboru. Dušan Sernec je diplomiral na univerzi v Gradcu, v Franciji in Nemčiji pa opravil elektrotehnično specializacijo. V Ljubljani, Trstu in na Dunaju je služboval ter postal prvi ravnatelj Kranjskih deželnih elektrarn.
Boža Sernec Logar je obiskovala osnovno šolo na Bledu, kjer je družina nekaj časa stanovala. Ko so se preselili v Ljubljano in je oče Dušan postal docent ter izredni profesor na univerzi in politično aktiven kot minister za zgradbe in nato minister za gozdove in gradnje v Kraljevini Jugoslaviji, je Boža obiskovala Poljansko gimnazijo. Po zaključku gimnazije se je leta 1933 vpisala na študij medicine, ki jo je študirala v Pragi, Gradcu in Beogradu, kjer je leta 1940 diplomirala. V Ljubljani je po diplomi stažirala. Med prvimi zdravniki se je maja 1941 pridružila Osvobodilni fronti in sodelovala v Zdravniškem matičnem odboru. V ilegali so pomagali bolnim ter ranjenim partizanom in zapornikom okupatorske italijanske oblasti. Zbirali so denarna sredstva, razširjali tiskana gradiva in pripravljali sanitetni pribor, obleke in zdravila.
27. novembra 1941 so jo po izdaji aretirali in obsodili na tri leta konfinacije. V zaporu je pet mesecev preživela v Ljubljani in Padovi, potem pa so jo poslali v italijansko taborišče Treia, nato Petriolo in končno v Macerato. V taborišču jo je ena od angleških sojetnic, v zameno za pranje perila, naučila angleško. Do kapitulacije Italije se je poleg srbščine, češčine, nemščine in francoščine, naučila tekoče brati in govoriti še angleščino, kar ji je pozneje koristilo pri nastopih na kongresih v tujini ter študiju strokovne literature. Po kapitulaciji Italije je med pobegom iz taborišča spoznala bodočega moža, znanega dialektologa Tineta Logarja. Boža S. Logar mu je pri begu pomagala in ga zdravila. Skupaj z drugimi ubežniki sta se skrivala v vaseh pod Apenini. Zanje se je zavzel don Quinto Rosciolli, ki je za vaško cerkvijo skrival nekaj pobeglih ameriških ujetnikov. Božo je tedaj poslal k nekemu kmetu, kjer je zdravila okoliške kmete in vodila porod. Marca 1944 se je morala ponovno skrivati pred fašisti in nemškimi vojaki ter zato zapustila skrivališče. V začetku julija 1944 sta Božena in Tine pribežala do zavezniške vojske na jugu Italije. Sanitetna misija Baze glavnega štaba NOV Jugoslavije je Boženo poslala v Andrijo blizu Barija. Sprva je delala v angleški Mobile Military Hospital, od oktobra 1944 pa v zavezniški bolnišnici 64 English General Hospital. V bolnišnici je sodelovala tudi s profesorjem Vitom Lavričem in ameriškimi kirurgi. Letala iz Jugoslavije so pristajala ponoči in ranjene jugoslovanske partizane so sprejemali okoli druge ure po polnoči.
Sanitetna komisija v Bariju jo je oktobra 1944 poslala v Kočevski Rog, kjer je med vojno živela tudi njena družina. Delala je v partizanski bolnici Hrastnik, bolnico Jelendol pa vodila do konca vojne. V bolnici je skrbela predvsem za partizanske matere in dojenčke. V spominih opisuje, kako je morala ranjenemu partizanu amputirati nogo, pri čemer je imela odprt anatomski atlas.
Po osvoboditvi je delala v vojaški bolnici Mladika, oktobra 1945 pa se je zaposlila na Pediatrični kliniki v Ljubljani. Boža si je od slovesa v Italiji dopisovala s Tinetom, s katerim sta se po njegovi vrnitvi v Ljubljano poročila. Imela sta štiri otroke, dve hčerki in dva sinova ter enajst vnukov, s katerimi se je Boža veliko ukvarjala in preživljala počitnice na Bledu.
Boža se je skupaj z možem Tinetom med vojno pridružila Partiji, vendar zaradi dolgotrajne konfinacije in dela v Italiji nista bila seznanjena z razvojem dogodkov. V času informbiroja je Tinetov znanec iz taborišča neke noči pozvonil na njun dom ter prosil, da Boža pregleda njegovega bolnega otroka. V pogovoru z znancem je Tine izrazil pomisleke o pravilnosti jugoslovanske politike do Sovjetske zveze. Boža je otroka pregledala in mu dala zdravilo, otrokov oče pa je naslednjega dne Tineta ovadil. Brez sodnega procesa je bil Tine nato sedem mesecev zaprt na Golem otoku in v bosanskih rudnikih. Boža je otroka njegovega znanca zdravila še dolgo po tem, ko so ji moža odpeljali v zapor. V tem času so se od njiju oddaljili številni znanci in prijatelji. Boža je z dvema hčerka preživljala težke čase. Ker se je zanjo zavzel in jo zaščitil direktor Ginekološke klinike dr. Pavel Lunaček službe ni izgubila. Zavedala se je, da ne sme narediti nobene zdravniške napake, zato je vsako popoldne hodila v bolnišnico in preverjala klinično stanje novorojenčkov.  

## Delo
Leta 1947 je Boža prevzela delo z novorojenčki in ustanovila neonatološki oddelek na Ginekološki kliniki v Ljubljani, leto kasneje pa opravila  še specialistični izpit. Na Ginekološki kliniki je reševala težke probleme v neonatologiji, s katerimi so se takrat soočali: dvoodstotna umrljivost novorojencev, okužbe in intrakranialne krvavitve hipoksije, razvijala je tehnike oživljanja novorojenčkov z nadpritiskom. Kot prva v Sloveniji je od leta 1951 izvajala transfuzijo krvi pri novorojenčkih s hudo zlatenico in uvajala zgodnje zdravljenje nekaterih prirojenih napak. Prva je pričela uporabljati inkubatorje pri nedonošenih otrocih in začela z zdravljenjem dovajanja kisika za hipoksične otroke. Leta 1956 je ustanovila ambulanto za ogrožene novorojence. Pomagala je pri pridobivanju prvega sodobnega inkubatorja za nego in zdravljenje nedonošenčkov. Leta 1965 je v diagnostiko v neonatologiji uvedla Ph-metrijo ter zdravljenje s korekcijo acidotičnega stanja z natrijevim bikarbonatom. Pomembno je vplivala in se zavzemala za to, da so prenehali z uporabo visokega forcepsa, saj je ta puščal hude posledice pri ženskah in otrocih. Leta 1961 je postala primarijka.  V mednarodnih raziskovalnih programih o razvoju ob porodu prizadetih otrok je sodelovala kot raziskovalka, z referati pa se udeleževala številnih jugoslovanskih in mednarodnih kongresov. Na razpisu t. i. Žitnega fonda, ki so ga ustanovili z namenom spodbujanja znanstvenih študij, je bila ena izmed raziskav odobrena. S pridobljenim denarjem so posodobili neonatološki oddelek Gnekološke klinike, kupili sodobne inkubatorje za nedonošenčke ter številne druge medicinske pripomočke. Z disertacijo Hypoxia neonati je leta 1970 doktorirala na Medicinski fakulteti v Ljubljani. Vse do svoje upokojitve leta 1979 je vodila neonatološko službo na Ginekološki kliniki v Ljubljani.
Za svoje delo je leta 1988 prejela Derčevo priznanje. »Mnogi se jo spominjajo tudi kot izvrstno pedagoginjo na Babiški šoli, Srednji medicinski šoli v Ljubljani ter kot učiteljico na otroški staciji in oddelku za intenzivno nego novorjencev«. Predavala je študentom medicine, medicinskim sestram in kolegom na seminarjih ter kongresih. 54 znanstvenih in strokovnih člankov je sama ali s kolegicami objavila v slovenskih in tujih strokovnih publikacijah.
Je avtorica treh učbenikov in priročnikov o porodništvu Nosečnost in novorojenček, Vajino skupno življenje in Naš malček.

## Spletni viri
- Slovenski biografski leksikon
- Slovenski grobov